# Lista episoadelor din Povești de groază americane
Lista episoadelor din American Horror Story:

## Prezentare generală
| Sezon | Sezon | Episoade | Premiera           | Premiera            |
| Sezon | Sezon | Episoade | Premiera sezonului | Sfârșitul sezonului |
| ----- | ----- | -------- | ------------------ | ------------------- |
|       | 1     | 12       | 5 octombrie 2011   | 21 decembrie 2011   |
|       | 2     | 13       | 17 octombrie 2012  | 23 ianuarie 2013    |
|       | 3     | 13       | 9 octombrie 2013   | 29 ianuarie 2014    |
|       | 4     | 13       | 8 octombrie 2014   | 21 ianuarie 2015    |
|       | 5     | 12       | 7 octombrie 2015   | 13 ianuarie 2016    |
|       | 6     | 10       | 14 septembrie 2016 | 16 noiembrie 2016   |
|       | 7     | 11       | 5 septembrie 2017  | 14 noiembrie 2017   |
|       | 8     | 10       | 12 septembrie 2018 | 14 noiembrie 2018   |
|       | 9     | 9        | 18 septembrie 2019 | 13 noiembrie 2019   |

## Episoade

### Sezonul 1: Casa Crimelor (2011)
| №     | Titlu                          | Regia               | Scenariu                   | Data difuzării în SUA | Telespectatori în SUA(milioane) |
| ----- | ------------------------------ | ------------------- | -------------------------- | --------------------- | ------------------------------- |
| 1     | „Pilot”                        | Ryan Murphy         | Ryan Murphy & Brad Falchuk | 5 octombrie 2011      | 3.18                            |
| 2     | „Invazie ln domiciliu”         | Alfonso Gomez-Rejon | Ryan Murphy & Brad Falchuk | 12 octombrie 2011     | 2.46                            |
| 3     | „Casa crimelor”                | Bradley Buecker     | Jennifer Salt              | 19 octombrie 2011     | 2.58                            |
| 4     | „Halloween, partea întâi”      | David Semel         | James Wong                 | 26 octombrie 2011     | 2.96                            |
| 5     | „Halloween, partea a doua”     | David Semel         | Tim Minear                 | 2 noiembrie 2011      | 2.74                            |
| 6     | „Piggy Piggy”                  | Michael Uppendahl   | Jessica Sharzer            | 9 noiembrie 2011      | 2.83                            |
| 7     | „Porțile deschise”             | Tim Hunter          | Brad Falchuk               | 16 noiembrie 2011     | 3.06                            |
| 8     | „Omul de cauciuc”              | Miguel Arteta       | Ryan Murphy                | 23 noiembrie 2011     | 2.81                            |
| 9     | „Micuța fetiță înfricoșătoare” | John Scott          | Jennifer Salt              | 30 noiembrie 2011     | 2.85                            |
| 10    | „Copiii întunecați”            | Michael Lehmann     | James Wong                 | 7 decembrie 2011      | 2.54                            |
| 11    | „Naștere”                      | Alfonso Gomez-Rejon | Tim Minear                 | 14 decembrie 2011     | 2.59                            |
| 12/13 | „Lehuzie”                      | Bradley Buecker     | Jessica Sharzer            | 21 decembrie 2011     | 3.22                            |

### Sezonul 2: Azilul (2012-2013)
| №  | Titlu                               | Regia               | Scenariu        |
| -- | ----------------------------------- | ------------------- | --------------- |
| 1  | "Bun venit în Briarcliff"           | Bradley Buecker     | Tim Minear      |
| 2  | "Ne dați și nu ne dați"             | Bradley Buecker     | James Wong      |
| 3  | "Ciclonul"                          | Michael Uppendahl   | Jennifer Salt   |
| 4  | "Eu sunt Anne Frank, partea întâi"  | Michael Uppendahl   | Jessica Sharzer |
| 5  | "Eu sunt Anne Frank, partea a doua" | Alfonso Gomez-Rejon | Brad Falchuk    |
| 6  | "Originile monstruozității"         | David Semel         | Ryan Murphy     |
| 7  | "Vărul întunecat"                   | Michael Rymer       | Tim Minear      |
| 8  | "Noapte păgână"                     | Michael Lehmann     | James Wong      |
| 9  | "Umerașul"                          | Jeremy Podeswa      | Jennifer Salt   |
| 10 | "Jocul numelor"                     | Michael Lehmann     | Jessica Sharzer |
| 11 | "Lapte vărsat"                      | Alfonso Gomez-Rejon | Brad Falchuk    |
| 12 | "Continuum"                         | Craig Zisk          | Ryan Murphy     |
| 13 | "Nebunia se termină"                | Alfonso Gomez-Rejon | Tim Minear      |

### Sezonul 3: Sabatul (2013–14)
| №  | Titlu                                     | Regia               | Scenariu                   |
| -- | ----------------------------------------- | ------------------- | -------------------------- |
| 1  | "Vrăjitorie"                              | Alfonso Gomez-Rejon | Ryan Murphy & Brad Falchuk |
| 2  | "Părți dintr-un băiat"                    | Michael Rymer       | Tim Minear                 |
| 3  | "Înlocuitorii"                            | Alfonso Gomez-Rejon | James Wong                 |
| 4  | "Rezultă farse de speriat"                | Michael Uppendahl   | Jennifer Salt              |
| 5  | "Arzi, vrăjitoareo. Arzi!"                | Jeremy Podeswa      | Jessica Sharzer            |
| 6  | "Vine omul cu topor"                      | Michael Uppendahl   | Douglas Petrie             |
| 7  | "Morții"                                  | Bradley Buecker     | Brad Falchuk               |
| 8  | "Pactul sacru"                            | Alfonso Gomez-Rejon | Ryan Murphy                |
| 9  | "Cap"                                     | Howard Deutch       | Tim Minear                 |
| 10 | "Delectările magice ale lui Stevie Nicks" | Alfonso Gomez-Rejon | James Wong                 |
| 11 | "Protejați sabatul"                       | Bradley Buecker     | Jennifer Salt              |
| 12 | "Du-te-n iad"                             | Alfonso Gomez-Rejon | Jessica Sharzer            |
| 13 | "Cele șapte minuni"                       | Alfonso Gomez-Rejon | Douglas Petrie             |

### Sezonul 4: Circul (2014-2015)
| №  | Titlu                            | Regia               | Scenariu                   |
| -- | -------------------------------- | ------------------- | -------------------------- |
| 1  | "Monștrii dintre noi"            | Ryan Murphy         | Ryan Murphy & Brad Falchuk |
| 2  | "Masacre și matinee"             | Alfonso Gomez-Rejon | Tim Minear                 |
| 3  | "Edward Mordrake, partea întâi"  | Michael Uppendahl   | James Wong                 |
| 4  | "Edward Mordrake, partea a doua" | Howard Deutch       | Jennifer Salt              |
| 5  | "Brioșe roz"                     | Michael Uppendahl   | Jessica Sharzer            |
| 6  | "Fix la țintă"                   | Howard Deutch       | John J. Gray               |
| 7  | "Test de forță"                  | Anthony Hemingway   | Crystal Liu                |
| 8  | "Baie de sânge"                  | Bradley Buecker     | Ryan Murphy                |
| 9  | "Masacrul de la petrecere"       | Loni Peristere      | Brad Falchuk               |
| 10 | "Orfani"                         | Bradley Buecker     | James Wong                 |
| 11 | "Gândire asociativă"             | Michael Goi         | Jennifer Salt              |
| 12 | "Distrugătorii de spectacole"    | Loni Peristere      | Jessica Sharzer            |
| 13 | "Tragerea cortinei"              | Bradley Buecker     | John J. Gray               |

### Sezonul 5: Hotelul (2015-2016)
| №  | Titlu                           | Regia             | Scenariu                   |
| -- | ------------------------------- | ----------------- | -------------------------- |
| 1  | "Cazarea"                       | Ryan Murphy       | Ryan Murphy & Brad Falchuk |
| 2  | "Pante și rampe"                | Bradley Buecker   | Tim Minear                 |
| 3  | "Mami"                          | Bradley Buecker   | James Wong                 |
| 4  | "Noaptea diavolului"            | Loni Peristere    | Jennifer Salt              |
| 5  | "Servire în cameră"             | Michael Goi       | Ned Martel                 |
| 6  | "Camera 33"                     | Loni Peristere    | John J. Gray               |
| 7  | "Pâlpâire"                      | Michael Goi       | Crystal Liu                |
| 8  | "Criminalul celor zece porunci" | Lori Peristere    | Ryan Murphy                |
| 9  | "Ea dorește răzbunare"          | Michael Uppendahl | Brad Falchuk               |
| 10 | "Ea obține răzbunare"           | Bradley Buecker   | James Wong                 |
| 11 | "Bătălie roială"                | Michael Uppendahl | Ned Martel                 |
| 12 | "Ești invitatul nostru"         | Bradley Buecker   | John J. Gray               |

### Sezonul 6: Roanoke (2016)
| №   | Titlu          | Regia                 | Scenariu                   |
| --- | -------------- | --------------------- | -------------------------- |
| 1.  | "Capitolul 1"  | Bradley Buecker       | Ryan Murphy & Brad Falchuk |
| 2.  | "Capitolul 2"  | Michael Goi           | Tim Minear                 |
| 3.  | "Capitolul 3"  | Jennifer Lynch        | James Wong                 |
| 4.  | "Capitolul 4"  | Marita Grabiak        | John J. Gray               |
| 5.  | "Capitolul 5"  | Nelson Cragg          | Akela Cooper               |
| 6.  | "Capitolul 6"  | Angela Bassett        | Ned Martel                 |
| 7.  | "Capitolul 7"  | Elodie Keene          | Crystal Liu                |
| 8.  | "Capitolul 8"  | Gwyneth Horder-Payton | Todd Kubrak                |
| 9.  | "Capitolul 9"  | Alexis O. Korycinski  | Tim Minear                 |
| 10. | "Capitolul 10" | Bradley Buecker       | Ryan Murphy & Brad Falchuk |